# Département des Politiques familiales (Italie)
Le Département des Politiques Familiales (en italien: Dipartimento per le politiche della famiglia - DIPOFAM) de la présidence du Conseil des ministres est la structure d'appui pour la promotion et la connexion des actions du Gouvernement visant à assurer la mise en œuvre des politiques en faveur de la famille dans tous les domaines et à garantir la protection des droits de la famille dans toutes ses composantes et questions générationnelles.
Un ministre sans portefeuille peut être placé à la tête du département. Depuis l'entrée en fonction du gouvernement Meloni le 22 octobre 2022, l'actuelle ministre chargée de la famille est Eugenia Roccella, qui est également responsable de l'Égalité des chances.

## Histoire
Le DIPOFAM a été créé - après une phase transitoire coïncidant avec la mise à disposition d'une structure de mission temporaire sous l'autorité fonctionnelle du ministre délégué à la famille - à la suite de l'attribution au président du Conseil des Ministres, par l'article 1, paragraphe 19, lettre e), du décret-loi du 18 mai 2006, n° 181, des fonctions d'orientation et de coordination dans le domaine des politiques familiales, précédemment attribuées au Ministère du Travail et des Politiques Sociales. Le même paragraphe prévoyait également que la présidence du Conseil des ministres serait chargée des questions relatives à l'enfance, dans un rôle de soutien au ministère de la Solidarité sociale.
En vertu de l'article 1, paragraphe 14, lettre b) du décret-loi du 16 mai 2008, n° 85, la compétence en matière d'enfance a été attribuée à la Présidence du Conseil des ministres pour être exercée conjointement avec le Ministère de la solidarité sociale.
La mise en place d'une structure stable de la Présidence du Conseil des ministres a eu lieu par décret du Président du Conseil des ministres du 29 octobre 2009. Par décret du Secrétaire d'Etat aux politiques familiales du 31 décembre 2009, qui est toujours en vigueur, l'organisation interne a été réglementée.
Par décret du président du Conseil des ministres du 1er octobre 2012, portant ordonnancement des structures générales de la présidence du Conseil des ministres, dont l'article 19 a redéfini les compétences actuelles.

## Compétences
Le département remplit les fonctions suivantes : 
1. en s'appuyant sur l'Observatoire national de la famille et par l'élaboration du Plan national pour la famille, elle prend en charge le développement et la coordination des politiques nationales, régionales et locales pour la famille et assure leur suivi et leur évaluation ;
2. contribue, par la gestion des ressources du Fonds pour les politiques familiales, au financement de ces politiques ;
3. promeut et coordonne les actions du gouvernement visant à lutter contre la crise démographique et à soutenir la maternité et la paternité ;
4. promeut des accords au sein de la Conférence unifiée concernant, entre autres, le développement du système territorial des services socio-éducatifs, la réorganisation des centres de consultation familiale, la qualification du travail des assistants familiaux et la réduction du coût des services pour les familles nombreuses ;
5. promeut, encourage et finance les initiatives visant à concilier le temps de travail et le temps consacré à la famille ;
6. promeut et coordonne les actions du gouvernement concernant les relations juridiques familiales et les adoptions nationales et internationales ;
7. il s'occupe des activités d'information et de communication institutionnelles concernant les politiques familiales ;
8. assure la présence du gouvernement dans les organismes nationaux, européens et internationaux chargés de la protection de la famille ;
9. soutient, avec les autres administrations centrales compétentes de l'État, les activités de l'Observatoire national de l'enfance et de l'adolescence et du Centre de documentation et d'analyse sur l'enfance et l'adolescence[1].

Les interventions législatives ultérieures ont renforcé les compétences du président du Conseil des ministres, et par conséquent de l'autorité politique déléguée, dans le domaine de la famille et lui ont attribué de nouvelles compétences dans le domaine de l'enfance et de l'adolescence.
En particulier :
1. l'article 3, de la loi du 29 mai 2017, n°. 71, a attribué des compétences dans le domaine de la cyberintimidation, par la création, à la présidence du Conseil des ministres, de la "Table technique pour la prévention et le contraste de la cyberintimidation", organe coordonné par le ministère de l'Éducation ; En outre, dans le cadre du plan d'action intégré pour la prévention et la lutte contre la cyberintimidation, la Présidence du Conseil des ministres, en collaboration avec le ministère de l'Éducation, des Universités et de la Recherche et avec l'Autorité de garantie des communications, préparera, dans les limites des ressources visées à la première phrase du paragraphe 7, des campagnes d'information périodiques pour prévenir et sensibiliser au phénomène de la cyberintimidation, en faisant appel aux principaux médias, ainsi qu'aux médias et à la presse et aux entités privées.
2. l'article 3(1)(a) du décret-loi n° 86 du 12 juillet 2018, converti avec des modifications par la loi n°. 97, a renforcé les compétences déjà reconnues dans le domaine des politiques familiales, en reconnaissant la coordination des politiques "visant à protéger les droits et à promouvoir le bien-être" de la famille ; en précisant que la gestion des ressources financières relatives aux politiques familiales vise également "à soutenir la natalité" ; en attribuant "les fonctions d'expression de l'accord dans l'exercice des fonctions de compétence de l'État attribuées au ministère du Travail et des Politiques sociales au sujet du "Fonds de prévoyance pour les personnes effectuant des travaux de soins non rémunérés résultant de responsabilités familiales", visé par le décret législatif du 16 septembre 1996, no. 565" et "les fonctions étatiques relevant de la compétence du ministère du Travail et des Politiques sociales concernant la carte familiale, visées à l'article 1er, paragraphe 391, de la loi n° 208 du 28 décembre 2015" ;
3. l'article 3, alinéa 1, lettre b), du décret-loi n° 86 du 12 juillet 2018, converti avec des modifications par la loi n° 97 du 9 août 2018, a codifié les fonctions d'orientation et de coordination dans le domaine des politiques pour les adoptions, y compris les adoptions internationales, d'enfants italiens et étrangers, sans préjudice des dispositions de l'article 3 du décret présidentiel n° 108 du 8 juin 2007, en ce qui concerne la présidence de la Commission prévue par celui-ci par le président du Conseil des ministres, sauf délégation ;
4. l'article 3, alinéa 1, lettre c), du décret-loi du 12 juillet 2018, n° 86, converti avec des modifications par la loi du 9 août 2018, n° 97, a attribué les fonctions d'orientation et de coordination dans le domaine des politiques pour les enfants et les adolescents, également à travers les fonctions relevant de la compétence de l'Observatoire national de l'enfance et de l'adolescence et celles appartenant déjà au Centre national de documentation et d'analyse pour l'enfance et l'adolescence, visé par le décret du Président de la République du 14 mai 2007, n°. En outre, le ministère du travail et des politiques sociales a pour mission d'exprimer son accord avec le Fonds national pour l'enfance et l'adolescence, visé par la loi 285 du 28 août 1997.

Grâce à ces interventions législatives, le département est actuellement la structure qui soutient le président du Conseil des ministres ou l'autorité politique déléguée aux questions familiales, pour la promotion et la coordination de l'action gouvernementale visant à assurer la mise en œuvre des politiques en faveur de la famille et de la protection des enfants et des adolescents.

## Organisation
Le département est dirigé par un chef de département. Le chef du département s'occupe de l'organisation et du fonctionnement du département, coordonne les relations entre les bureaux et apporte le soutien nécessaire à l'autorité politique dans l'exercice des fonctions concernant les relations avec les organes de l'Union européenne et du Conseil de l'Europe, avec les organisations internationales, avec les pays européens et non européens, dans le domaine des politiques familiales.
À compter du 2 octobre 2019, le chef du département est Ilaria Antonini.
Le département est organisé en bureaux et services, qui élaborent des politiques dans des domaines spécifiques. Chaque bureau rend compte à un responsable de la coordination :
- Bureau I - Interventions pour la réconciliation, la communication et la gestion
  - Service I - Mesures de conciliation
  - Service II - Communication, Affaires générales, Personnel et Budget
- Bureau II - Politiques familiales
  - Service I - Promotion et suivi des politiques familiales
  - Service II - Promotion des services aux familles, relations internationales et communautaires

## Siège social
À partir de mars 2021, le DIPOFAM est basé à Via Quattro Novembre, 144 - 00187 Rome, Italie, au Palazzo Inail.

## Ministres
- Voir Liste des ministres italiens de la Famille

## Note
1. 1 2 3  « Arrêté du Secrétaire d'Etat chargé des politiques familiales du 31 décembre 2009 »
2. ↑  « Dpcm 4 août 2006 »
3. ↑  « decreto del Presidente del Consiglio dei ministri 2 ottobre 2019 »
4. ↑  « Dipartimento per le politiche della famiglia »
5. ↑  « Dipartimento per le politiche della famiglia. 2019. "Uffici e Servizi" http://famiglia.governo.it/it/organizzazione/organizzazione/uffici-e-servizi/ »

## Source
- (it) Cet article est partiellement ou en totalité issu de l’article de Wikipédia en italien intitulé « Dipartimento per le politiche della famiglia » (voir la liste des auteurs).